# Фахрисламов, Мухаметнур Хабибрахманович
Мухаметнур Хабибрахманович Фахрисламов (баш. Мөхәмәтнур Хәбибрахман Улы Фәхрисламов; 6 августа 1921, д. Биштяки, Табынский кантон, Автономная Башкирская Республика — 31 января 1952) — бригадир полеводческой бригады картофелеводческого совхоза имени Цюрупы Министерства пищевой промышленности СССР. Герой Социалистического Труда (1951). Ветеран Великой Отечественной войны.

## Биография
Фахрисламов Мухаметнур Хабибрахманович родился в деревне Биштяки Уфимского кантона Автономной Башкирской Советской Республики (ныне — деревня Шаймуратово Кармаскалинского района Республики Башкортостан). По национальности — таджик. Получил неполное среднее образование. В 1938 году начал трудовую деятельность трактористом в колхозе имени Орджоникидзе Ферганской области Узбекской ССР.
С 1940 по 1944 годы проходил службу в Красной Армии, участник Великой Отечественной войны. В 1943 году получил тяжёлое ранение, в связи с чем, в конце 1943 года по состоянию здоровья был демобилизован и вернулся домой. Имел боевые награды. В 1944 году, будучи инвалидом, приступил к работе в качестве бригадира полеводческой бригады отделения совхоза имени А. Д. Цюрупы Уфимского района Башкирской АССР.
Под его руководством бригада успешно провела весенний сев 1950 года, подготовила технику к уборке, внедрила почасовой метод работы, что позволило сократить сроки жатвы. В результате с площади 274 гектара был получен урожай зерновых в среднем по 22,8 центнера с гектара.
Указом Президиума Верховного Совета СССР от 1 ноября 1951 года за получение высоких урожаев зерновых культур и выполнение планов по сдаче сельхозпродукции государству присвоено звание Героя Социалистического Труда с вручением ордена Ленина и золотой медали «Серп и Молот».
С ноября 1951 года — управляющий 1-м отделением совхоза имени Цюрупы в селе Булгаково Уфимского района.
Скончался 31 января 1952 года.

## Награды
Указом Президиума Верховного Совета СССР от 1 ноября 1951 года « за получение в 1950 году высоких урожаев зерновых культур в целом при выполнении совхозом плана сдачи государству сельскохозяйственных продуктов в 1950 году и обеспеченности семенами всех культур для весеннего сева 1951 года» удостоен звания Героя Социалистического Труда с вручением ордена Ленина и золотой медали «Серп и Молот».
Награждён орденом Ленина (1951), медалью «За трудовое отличие» (1948), другими наградами.